# Székelykál
Székelykál (románul Călușeri) falu Romániában, Maros megyében.

## Fekvése
Marosvásárhelytől 17 km-re északkeletre fekszik, lankás, dombos, erdős vidéken 362 m tengerszint feletti magasságban. A Nyárádtól mintegy 7 km-re, míg a Marostól 9 km távolságra található. Nagyrészt  erdő veszi körül. A Káli-patak völgyének legrégebbi települése, egykori vásáros hely és járási székhely, ma közigazgatásilag Nagyernye községhez tartozik.

## Története
Idézve Dr.Szabó Miklós könyvéből "Székelykál ősrégi maros-széki település, mely megőrizte székely -magyar jellegét, bár a történelem vérzivatarai gyakran zúgtak el fölötte, kíméletlen kegyetlenséggel pusztítva lakóit, féltve őrzött szellemi és anyagi kincseit. Emberi közössége nem tört meg sem az 1241. évi tatárjárás, illetve a későbbi török dúlások idején, sem a Habsburg-hatalom "vas-igájában", vagy éppen belső, távolról sem kíméletles testvérharcoktól sújtva....."
1332-ben Kaál néven említik először a pápai tizedjegyzékben. A hagyomány szerint határában Szentpéter és Tövishegy nevű középkori falvak voltak egykor. 1808-ban a Kiserdő nevű határrészében ezüstpénz leletet találtak. 1667-ben Apafi Mihálytól vásártartási jogot kapott. A falu középkori temploma a Kripta nevű hegyen állott, (1752 előtt kevéssel bontották le) ahol sírboltjának nyomai ma is láthatók.
1910-ben 930 lakosából 913 magyar volt, 1992-ben 665 lakosából 606 magyar, 57 cigány és 4 román. A trianoni békeszerződésig Maros-Torda vármegye Marosi felső járásához tartozott.

## Látnivalók
- Római katolikus temploma 1752-ben épült a hegy alatt, a középkori templom a Kripta nevű hegyen állott, ahol az egykori templom alatti kripta helye jól kirajzolódik.
- Református templomát 1782-ben építtette Kendi Kovács Tamás, benne a Kun család sírboltja.
- Unitárius temploma amely 1760 és 1762 között épült.

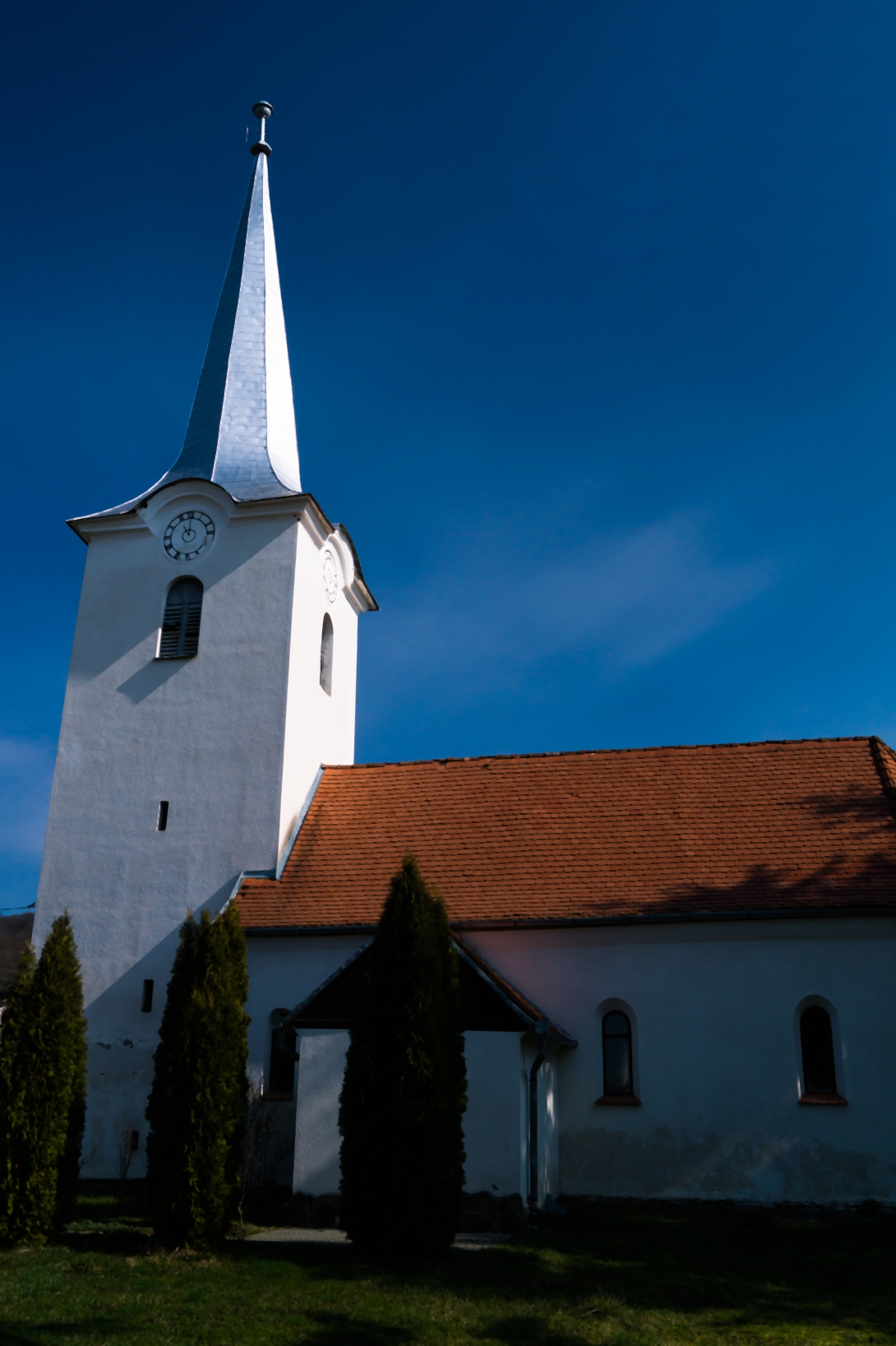
Unitárius templom

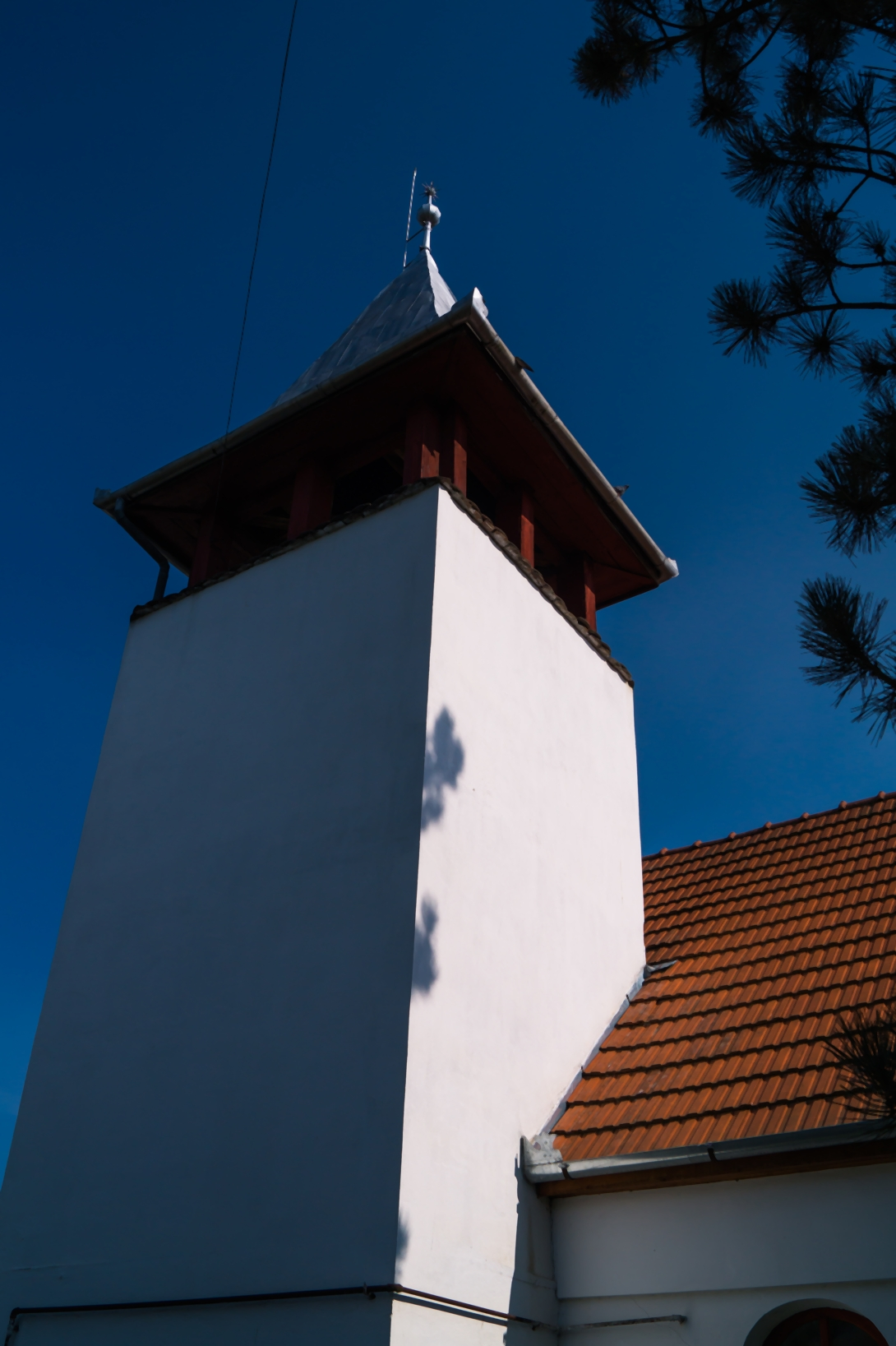
Református templom

- Itt áll a Nagy család udvarháza.

## Híres emberek
- Itt lakott sokáig Cserei Mihály történész, akinek itt udvarháza volt.
- Káli Király István író, a " MENTOR" könyvkiadó igazgatója.
- Dr. Szabó Miklós, a "Székelykál 800 éves történetéből" (2005) című könyv szerkesztője.